# Lamposaari (ö i Södra Savolax, S:t Michel, lat 61,36, long 27,38)
Lamposaari är en ö i Finland. Den ligger i sjön Kuolimo och i kommunen Sankt Michel i den ekonomiska regionen  S:t Michel och landskapet Södra Savolax, i den södra delen av landet, 190 km nordost om huvudstaden Helsingfors. Öns area är 3,2 hektar och dess största längd är 270 meter i sydöst-nordvästlig riktning.